# Roland Siegloff
Roland Siegloff (* 9. November 1963 in Emden) ist ein deutscher Journalist, Sachbuch- und Romanautor.

## Leben und Werk
Roland Siegloff wurde am 9. November 1963 als erstes von drei Kindern eines Lehrerehepaares geboren. Er besuchte das Johannes-Althusius-Gymnasium in Emden und machte dort 1983 sein Abitur.
Siegloff begann seine journalistische Laufbahn nach dem Abitur mit einem Volontariat bei der Emder Zeitung. Er studierte anschließend Germanistik, Romanistik und Theater-, Film- und Fernsehwissenschaften in Frankfurt am Main und in Lille. Seit 1991 arbeitet er für die Deutsche Presse-Agentur (dpa).
Nach zehn Jahren als dpa-Korrespondent in Brüssel unternahm Siegloff eine 100-Tage-Reise durch alle EU-Länder, die er in seinem ersten Buch Reise zu den letzten Grenzen – 100 Tage freie Fahrt durch die Festung Europa (2011) beschreibt. Das Buch schaffte es auf die Shortlist des Europäischen Buchpreises 2011. Schwerpunkt des Buches sind die Asyl- und Migrationspolitik der Europäischen Union und die Lage an deren Außengrenzen. Diese Thematik greift er auch in seinem ersten Roman Nächster Halt: Südkreuz (2016) wieder auf. Eine französische Übersetzung des Romans erschien 2020 unter dem Titel Les Voyageurs de nuit.
Sein Roman Schlagt das Schwein tot! (2017) dreht sich um die Verbreitung falscher Nachrichten in Sozialen Medien vor dem Hintergrund eines Kriminalfalls in seiner Heimatstadt Emden. Der 2018 erschienene dystopische Roman Wolke sechs erzählt von einem Brüsseler Atomkraft-Lobbyisten, der nach einem Unfall im belgischen Kernkraftwerk Tihange mit seinem Sohn und einer Ex-Freundin vor dem nuklearen Fallout flüchtet.
Unterschiedliche Aspekte des menschlichen Zusammenlebens prägen seinen vierten Roman SITZNACHBARiN (2019), der neun Passagiere eines Fluges von Brüssel nach Berlin als Ich-Erzähler zu Wort kommen lässt. Im folgenden Buch BETTNACHBARiN (2022) erleben diese Protagonisten ein Wochenende in Berlin mit etlichen Überraschungen. In diesen beiden Büchern tauchen auch Figuren aus seinen früheren Romanen wieder auf.
In Die Hand – Thomas Vinçotte zweifelt wendet sich Siegloff erstmals einem historischen Stoff zu. Der Roman beschäftigt sich am Beispiel des Bildhauers Thomas Vinçotte mit dem Verhältnis von Kunst und Macht, dem Kolonialismus unter dem belgischen König Leopold II. und dem Blick der Nachwelt auf historische Gestalten.

## Werke
- Reise zu den letzten Grenzen – 100 Tage freie Fahrt durch die Festung Europa. Grenz-Echo Verlag, Eupen 2011, ISBN 978-3-86712-051-7
- Im Namen der Route 66 – Drei Reisen in Europa / Au nom de la Route 66 – Trois voyages en Europe. Böhland & Schremmer Verlag, Berlin 2013, ISBN 978-3-943622-04-1
- Im Namen der Route 66 – Neue Reisen in Europa / In the name of Route 66 – New Journeys in Europe. Böhland & Schremmer Verlag, Berlin 2013, ISBN 978-3-943622-05-8
- Nächster Halt: Südkreuz. Böhland & Schremmer Verlag, Berlin 2016, ISBN 978-3-943622-13-3
- Schlagt das Schwein tot!. Böhland & Schremmer Verlag, Berlin 2017, ISBN 978-3-943622-19-5
- Wolke sechs. Böhland & Schremmer Verlag, Berlin 2018, ISBN 978-3-943622-30-0
- SITZNACHBARiN. Böhland & Schremmer Verlag, Berlin 2019, ISBN 978-3-943622-41-6
- BETTNACHBARiN – Das Wochenende in Berlin. Böhland & Schremmer Verlag, Berlin 2022, ISBN 978-3-943622-59-1
- Die Hand – Thomas Vinçotte zweifelt, Böhland & Schremmer Verlag, Berlin 2024, ISBN 978-3-943622-62-1